# Алиев, Гаджикасум Шихмурзаевич
Гаджи-Касум Шихмурзаевич Алиев — видный общественный и государственный деятель Дагестана. Председатель Президиума Верховного Совета Дагестанской АССР с 1954 по 1962 гг.

## Биография
Родился в с. Атлыбоюн, кумык.
Свою трудовую биографию начал в Хасавюрте директором школы (1935—1937), затем был выдвинут на должность председателя местного райисполкома. В 1939 году Г.-К. Ш. Алиев избирается первым секретарем Хасавюртовского райкома партии, а в 1951 году — первым секретарем городского комитета КПСС. В 1954 году он становится Председателем Президиума Верховного Совета Дагестанской АССР, проработав на этом посту до ухода на пенсию.
Избирался членом бюро Дагестанского обкома КПСС, был депутатом Верховного Совета СССР третьего и четвертого созывов и депутатом Верховного Совета РСФСР пятого созыва. На протяжении многих лет Г.-К. Ш. Алиев представлял Хасавюрт в Верховном Совете Дагестанской АССР.

## Награды
- орден Трудового Красного Знамени
- орден «Знак Почёта»
- медали.

## Память
В августе 1982 года исполком Хасавюртовского городского Совета народных депутатов переименовал улицу Восточную в улицу имени Гаджи-Касума Алиева.